# Sheng Zetian
Sheng Zetian (Anhui, China, 6 de noviembre de 1972) es un deportista chino retirado especialista en lucha grecorromana donde llegó a ser medallista de bronce olímpico en Barcelona 1992.

## Carrera deportiva
En los Juegos Olímpicos de 1992 celebrados en Barcelona ganó la medalla de bronce en lucha grecorromana de pesos de hasta 57 kg, tras el luchador surcoreano An Han-bong (oro) y el alemán Rıfat Yıldız (bronce). Cuatro años después, en las Olimpiadas de Atlanta 1996 volvió a ganar la medalla de bronce en la misma categoría de peso.